# Standedge

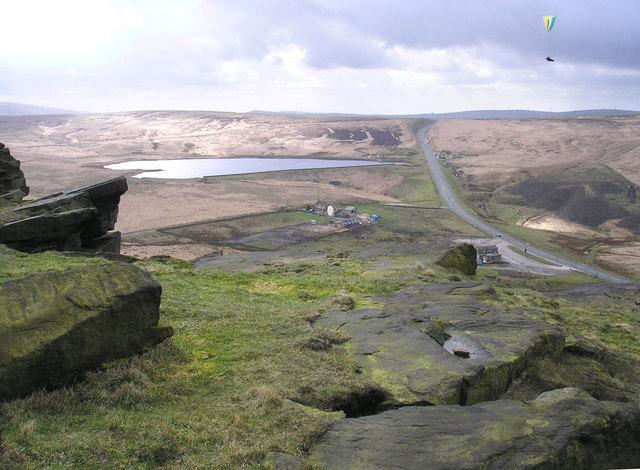
Standedge vu depuis Pule Hill. On aperçoit l'A62 qui traverse cette région.

Standedge  est une zone de landes de la chaîne des Pennines au nord-ouest de l'Angleterre. Située entre Marsden et Diggle, appartenant respectivement aux comtés du Yorkshire de l'Ouest et du Grand Manchester, Standedge est un carrefour routier majeur depuis l'époque romaine, voire plus tôt.